# BK Marienlyst
Boldklubben Marienlyst is een Deense voetbalclub uit de wijk Marienlyst in de stad Odense. De volleybalafdeling is een van de bekendste van Denemarken.

## Eindklasseringen
| Seizoen   | №  | Clubs | Divisie          | Duels | Winst | Gelijk | Verlies | Doelsaldo | Punten | Tsch |
| --------- | -- | ----- | ---------------- | ----- | ----- | ------ | ------- | --------- | ------ | ---- |
| 2013–2014 | 12 | 12    | 1. division      | 33    | 4     | 3      | 26      | 28–78     | 15     | 357  |
| 2014–2015 | 2  | 16    | 2. division Vest | 30    | 18    | 7      | 5       | 73–38     | 61     | 291  |